# Polímero biodegradável
Os polímeros biodegradáveis têm uma longa história e uma vez que muitos são produtos naturais, a linha do tempo precisa de sua descoberta e uso não pode ser rastreada com precisão. Um dos primeiros usos medicinais de um polímero biodegradável foi a sutura catgut, que remonta a pelo menos 100 dC. As primeiras suturas catgut foram feitas a partir de intestinos de ovelhas, mas as mais modernas são feitas a partir de colágeno purificado extraído do intestino delgado de bovinos, ovinos ou caprinos.
O conceito de plásticos e polímeros sintéticos e biodegradáveis foi introduzido pela primeira vez na década de 1980. Em 1992, um encontro internacional foi convocado, onde os líderes em polímeros biodegradáveis se reuniram para discutir uma definição, padrão e protocolo de teste para polímeros biodegradáveis. Também foram criadas organizações de supervisão, como a Sociedade Americana para Testes de Materiais (ASTM, sigla em inglês) e a Organização Internacional de Padrões (ISO, sigla em inglês). Grandes lojas de roupas e de alimentos fizeram pressão para a utilização de sacolas biodegradáveis no final de 2010. Os polímeros biodegradáveis também receberam atenção de vários campos em 2012, quando o professor Geoffrey Coates da Universidade de Cornell recebeu o Prêmio Desafio em Química Verde. A partir de 2013, 5 a 10% do mercado de plástico focou em polímeros derivados de polímeros biodegradáveis.

## Estrutura e propriedades
A estrutura dos polímeros biodegradáveis é instrumental em suas propriedades. Embora existam inúmeros polímeros biodegradáveis, tanto sintéticos como naturais, há alguns pontos em comum entre eles.

### Estrutura
Os polímeros biodegradáveis tendem a consistir em ligações éster, amida ou éter. Em geral, os polímeros biodegradáveis podem ser agrupados em dois grandes grupos com base na sua estrutura e síntese. Um desses grupos são o agro-polímeros, ou aqueles derivados de biomassa. O outro consiste em biopoliésteres, que são aqueles derivados de micro-organismos ou sinteticamente feitos de monômeros naturais ou sintéticos.
Agro-polímeros incluem polissacarídeos, como amidos encontrados em batatas ou madeira, e proteínas, como soro de origem animal ou glúten derivado de plantas. Os polissacáridos consistem em ligações glicosídicas, que tomam um hemiacetal de um sacárido e o ligam a um álcool por via da perda de água. As proteínas são feitas a partir de aminoácidos, que contêm vários grupos funcionais. Estes aminoácidos reúnem-se novamente através de reações de condensação para formar ligações peptídicas, que consistem em grupos funcionais amida. Exemplos de biopoliésteres incluem polihidroxibutirato e ácido poliláctico.

### Propriedades
Mesmo que os polímeros biodegradáveis tenham numerosas aplicações, existem propriedades que tendem a ser comum entre eles. Todos os polímeros biodegradáveis devem ser estáveis e duráveis o suficiente para uso em sua aplicação particular, mas após a eliminação eles devem facilmente quebrar. Polímeros, especificamente os biodegradáveis, têm cadeias principais de carbono extremamente fortes que são difíceis de quebrar, de tal forma que a degradação muitas vezes começa a partir dos grupos terminais. Uma vez que a degradação começa no final da cadeia, uma área de superfície elevada é comum, uma vez que permite um acesso fácil para qualquer produto químico, luz ou organismo. Os polímeros biodegradáveis também tendem a ter uma ramificação de cadeia mínima, uma vez que esta ligação cruzada diminui frequentemente o número de grupos terminais por unidade de peso. A cristalinidade é frequentemente baixa, uma vez que também inibe o acesso aos grupos finais. Normalmente é observado um baixo grau de polimerização, tal como sugerido acima, uma vez que o mesmo permite grupos terminais mais acessíveis para reação com o iniciador de degradação. Outra semelhança destes polímeros é a sua hidrofilicidade. Os polímeros hidrofóbicos e os grupos terminais impedirão que uma enzima interaja se a enzima solúvel em água não puder entrar em contato facilmente com o polímero.
Outras propriedades de polímeros biodegradáveis que são comuns entre aqueles usados para usos medicinais são:
1. Não tóxicos.
2. Capazes de manter boa integridade mecânica até degradar, e
3. Capazes de controlar as taxas de degradação.[9]

Os fatores que controlam a taxa de degradação incluem: 1) percentagem de cristalinidade, 2) peso molecular, e 3) hidrofobicidade. A taxa de degradação depende da localização do biopolímero no corpo, que influencia o ambiente em torno do polímero, como pH, concentração enzimática e quantidade de água, entre outros.

## Aplicações e usos
Polímeros biodegradáveis são de interesse significativo para uma variedade de campos, incluindo medicina, agricultura e embalagem. Uma das áreas mais ativas de investigação em polímero biodegradável é a liberação controlada de fármacos.

### Medicina
Os polímeros biodegradáveis têm inúmeros utilizações no campo biomédico, particularmente nos campos da engenharia de tecidos e da administração de fármacos. Para que um polímero biodegradável possa ser utilizado como terapêutico, ele deve satisfazer vários critérios: 1) não ser tóxico para eliminar a resposta de corpo estranho; 2) o tempo necessário para o polímero degradar deve ser proporcional ao tempo requerido para a terapia; 3) o produtos resultantes da biodegradação não são citotóxicos e são facilmente eliminados do corpo; 4) o material deve ser facilmente processado para se adaptar às propriedades mecânicas requeridas; 5) ser facilmente esterilizável; e 6) ter tempo de vida útil aceitável.
Os polímeros biodegradáveis são de grande interesse no campo da liberação de fármacos e na nanomedicina. O grande benefício de um sistema biodegradável de liberação de fármacos é a capacidade do transportador de fármacos para direcionar a liberação da sua carga útil para um local específico no corpo e depois degradar em materiais não tóxicos que são então eliminados do corpo através de vias metabólicas. O polímero degrada-se lentamente em fragmentos menores, liberando um produto natural, e existe uma capacidade controlada para liberar um fármaco. O fármaco é liberado lentamente à medida que o polímero degrada. Por exemplo, o ácido poliláctico, que é biodegradável, tem sido utilizado para transportar fármacos anti-cancro. A encapsulação do agente terapêutico num polímero e a adição de agentes de direcionamento diminuem a toxicidade do fármaco em células saudáveis.
Polímeros biodegradável e biomateriais também são de interesse significativo para a engenharia de tecidos e regeneração. Engenharia de tecidos é a capacidade de regenerar o tecido com a ajuda de materiais artificiais. A perfeição de tais sistemas pode ser usada para criar tecidos e células in vitro ou usar um andaime biodegradável para construir novas estruturas e órgãos in vitro. Para estas utilizações, é obviamente preferido um andaime biodegradável, uma vez que reduz o risco de reação imunológica e de rejeição do objeto estranho. Enquanto muitos dos sistemas mais avançados não estão prontos para humanos, há uma pesquisa positiva significativa em estudos com animais. Por exemplo, foi possível desenvolver com sucesso um tecido de músculo liso de ratazana numa estrutura de policaprolactona/polilactida. Outras pesquisas e desenvolvimento podem permitir que esta tecnologia seja usada para substituição, suporte ou aprimoramento de tecidos em seres humanos. Um dos objetivos finais da engenharia de tecidos é a criação de órgãos, como o rim, partindo de componentes básicos. Um andaime é necessário para crescer a entidade em um órgão funcionando, após o qual o andaime de polímero iria degradar e ser eliminado com segurança do corpo. Há relatos de uso de ácido poliglicólico e ácido polilático na engenharia de tecido vascular para reparo do coração. O andaime pode ser usado para ajudar a criar artérias e vasos não danificados.
Além da engenharia de tecidos, polímeros biodegradáveis estão sendo usados aplicações ortopédicas, tais como osso e substituição de articulação. Uma grande variedade de polímeros não biodegradáveis tem sido utilizada para aplicações ortopédicas, incluindo borracha de silicone, polietileno, resinas acrílicas, poliuretano, polipropileno e polimetilmetacrilato. O papel primordial de muitos desses polímeros foi atuar como cimento biocompatível na fixação de próteses e na reposição de articulações. Foram desenvolvidos novos polímeros biodegradáveis sintéticos e naturais biologicamente compatíveis.

### Materiais e embalagens
Além da medicina, os os polímeros biodegradáveis são freqüentemente usados para reduzir o volume de resíduos em materiais de embalagem. Há também um esforço significativo para substituir materiais petroquímicos por aqueles que podem ser feitos a partir de componentes biodegradáveis. Um dos polímeros mais utilizados para fins de embalagem é o ácido poliláctico, PLA. A produção de PLA tem várias vantagens, sendo a mais importante a capacidade de adaptar as propriedades físicas do polímero através de métodos de processamento. O PLA é usado para uma variedade de filmes, embalagens e recipientes (incluindo garrafas e copos). Em 2002, a Food and Drug Administration decidiu que o PLA era seguro para uso em todas as embalagens de alimentos. A BASF comercializa um produto chamado Ecovio®, que é uma mistura (blenda) do plástico biodegradável Ecoflex® da empresa com o ácido poliláctico. Uma das aplicações para este material biodegradável é utilização como películas finas de plástico, tais como sacolas de compras ou sacos de lixo.